# A1401K
A1401K（えーいちよんぜろいちけー）は、京セラ製のau（KDDI・沖縄セルラー電話）の第三世代携帯電話(CDMA 1X)端末である。
愛称は「とっとこムービー・ケータイ」。

## 特徴
機能を絞ったエントリーユーザーなどをターゲットとしたコンパクトな携帯電話で、重さも92gと携帯性に優れた機種である。
33万画素CMOSセンサーを用いた「シーンクリップカメラ」をLCD側ケースに内蔵している。このカメラは回転型で、カメラ撮影をしないときにはレンズ・センサー部を収納できる。盗撮等の疑惑を持たれたくないというユーザーの声に対する京セラの回答の一つと言えるだろう。
また、愛称にもあるとおり、ムービー撮影・加工機能を重視している点も特徴で、京セラが独自に開発した動画周りの機能を担う専用チップ「エムエムドライブ」を搭載している。15fpsのムービーを撮影でき、ムービーデータの加工もストレス無く行える。
その他、大口径スピーカー、京セラ端末で初めてサブLCDにネガポジ反転タイプを採用。

## 対応サービス
- 着うた
- ムービーメール

## 沿革
- 2003年4月9日　 テレコムエンジニアリングセンターによる技術基準適合証明の工事設計認証（工事設計認証番号01XZAA1055）
- 2003年4月10日　電気通信端末機器審査協会による技術基準適合認定の設計認証（設計認証番号A03-0198JP）
- 2003年8月初旬　発売
- 2012年7月22日　CDMA 1Xサービス終了により使用はこの日限りとなる。